# Pietro Vinci
Pour les articles homonymes, voir Vinci.
Pietro Vinci (né en 1535 à Nicosia en Sicile et mort en juin 1584 dans la même ville) est un compositeur et madrigaliste italien du XVIe siècle.

## Biographie
Pietro Vinci fait apparemment ses premières études auprès des musiciens de la cour des Moncada, comtes de Caltanissetta. Il quitte la Sicile vers 1560 pour chercher fortune sur le continent. Il réside à Naples, Livourne et Milan puis s'installe à Bergame où il est maître de chapelle à la basilique Santa Maria Maggiore de Bergame. Il se marie et fonde une famille. 
De retour dans sa ville natale de Sicile autour de 1581, il est appelé dans les dernières années de sa vie pour diriger les chœurs de la chapelle de Piazza Armerina, la ville d'Antonio il Verso son disciple le plus illustre, et à Caltagirone. Il est mort à Nicosia ou peut-être à Piazza Armerina, peu de temps après le 15 juin 1584.
Il a publié plusieurs ouvrages : un livre de ricercare à deux voix, six livres de motets (avec un deuxième livre de motets à trois voix et ricercare imprimé à titre posthume par Antonio Il Verso), deux messes ainsi que treize livres de madrigaux.
Pietro Vinci est considéré comme l'un des fondateurs de l'École polyphonique sicilienne.

## Source
- (it) Cet article est partiellement ou en totalité issu de l’article de Wikipédia en italien intitulé « Pietro Vinci » (voir la liste des auteurs).